# Mohammad Mahdi Naraqi

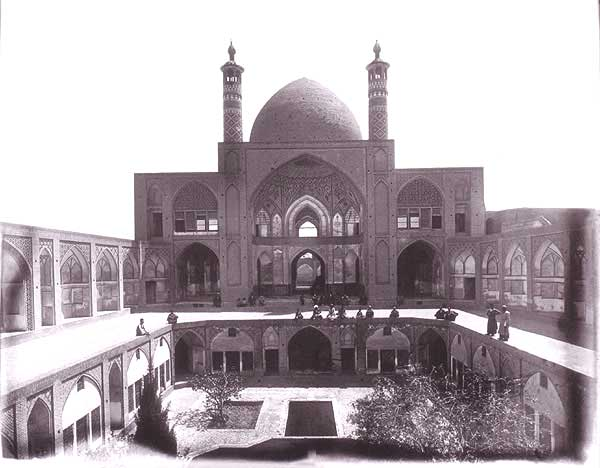
Aqā-Bozorg-Moschee in Kaschan (historische Aufnahme Ernst Hoeltzers von 1873)

Muḥammad Mahdī Ibn-Abī-Ḏarr an-Narāqī (persisch محمد مهدي بن أبي ذر نراقي‎; * 1716; † 1795) war ein iranischer schiitischer Gelehrter, Mystiker und Moralphilosoph. Seine Wirkungsstätten waren lange Zeit die Stadt Isfahan, dann Kerbela und Nadschaf, und vor allem Kaschan in seiner Heimat.
Er ist Verfasser des in arabischer Sprache verfassten Werkes Sammlung der Glückseligkeiten (Jāmiʻ al-saʻādāt / جامع السعادات) zur Ethik- und Morallehre (aḫlāq), das 1995 in einer Zusammenfassung auch auf Deutsch erschien.
Sein ältester Sohn war Molla Ahmad Naraqi, der auch sein berühmter Schüler war.
Beide wurden in Nadschaf in der Nähe des Mausoleums Imam Alis begraben.

## Werke (Auswahl)
- Sammlung der Glückseligkeiten, 1995
- Jamiatul saadat (collector of felicities)
- Jami' al-Sa'adat (The Collector of Felicities)